# Resident Evil Gaiden
Resident Evil Gaiden (Biohazard Gaiden en Japón) es un videojuego de terror de acción y aventura de la saga Resident Evil para Game Boy Color que tiene como protagonista a Leon S. Kennedy y a Barry Burton. Desarrollado por M4 y publicado por Capcom en Japón y América del Norte, y por Virgin Interactive en Europa para Game Boy Color. Recibiendo críticas generalmente mixtas por parte de los críticos, el juego marca una desviación de otras entradas de la serie, en la medida en que las aéreas se exploran con el personaje jugable visto desde una perspectiva de arriba hacia abajo y con batallas libradas en primera persona.

## Sinopsis
En un esfuerzo por detener las operaciones globales de la mezquina empresa farmacéutica Umbrella Corporation (la culpable de los hechos en Raccoon City), se ha creado una organización clandestina formada por los antiguos miembros de STARS y empleados de Umbrella...
Barry Burton, en compañía de Leon S. Kennedy, han dedicado su tiempo en la organización para detener los planes de Umbrella.
En una misión a un transatlántico llamado STARLIGHT, Leon iba en busca de un arma bio-orgánica desarrollada por los laboratorios de Umbrella pero se ha perdido comunicación hace 24 horas.
Barry tiene que ir en su rescate al STARLIGHT y de paso acabar con el arma bio-orgánica.

## Llegada
Nada más llegar Barry al transatlántico se encuentra con que toda la tripulación se ha transformado en zombis. Sin embargo la misión es lo primero y como puede llega hasta la sala de monitores, con la esperanza de encontrar a Leon a través de las cámaras de seguridad situadas a lo largo del barco. Sin embargo se topa con una chica que aun sigue viva y que responde al nombre de Lucía. Al parecer Leon le ha dicho que se quedara quieta mientras él buscaba al BOW, pero el monstruo está ahora junto a ella y no trae muy buenas intenciones. Rápidamente acude Barry a su encuentro y consigue rescatarla, derrotando aparentemente a la criatura. La niña parece que presiente la presencia del BOW, cosa que extraña a Barry y le hace dudar sobre ella. Pero no tiene mucho tiempo para pensar, ya que aparece de nuevo y se lleva a Lucía sin que él pueda hacer nada.

## Encuentra a Leon
Mientras intenta averiguar dónde se la ha llevado se topa con Leon, que yace inconsciente al haberse desprendido el suelo de una de las estancias bajo él. Entonces Barry le cuenta lo sucedido con Lucía y expone sus dudas sobre si en realidad ella es el auténtico BOW, puesto que le parece muy extraño que sea la única superviviente y tenga esos poderes. Pero Leon le cuenta que no tiene por qué preocuparse, ya que antes había hablado con ella y le había contado que simplemente era una niña adoptada por un orfanato desde hace dos años y que por alguna extraña razón tenía superdesarrollados sus sentidos, especialmente el oído, además de poseer una extraordinaria capacidad de recuperación ante daños físicos. Se trasladaba en el Starlight para ir a vivir con unos familiares de Europa, ya que en su lugar de procedencia los demás la rechazaban por ser diferente.
Barry no parece muy convencido, pero le hace caso y gracias a los monitores descubren el lugar a donde se ha llevado la criatura a Lucía. De nuevo se enfrentan a ella y consiguen arrebatarle a la niña. Pero las cosas se complican más. Hay una fuerte explosión en el barco y corre el peligro de hundirse si el fuego llega hasta la sala de máquinas. Barry pide ayuda por radio al cuartel general, pero le informan que no podrán enviar el helicóptero de rescate hasta que no cese la tormenta. Además, le informan que han descubierto que el BOW buscado tiene sangre verde. Esto en principio hace pensar que Lucía no es el BOW como creía Barry. Pero no hay que estar parados, para ganar tiempo Barry le pide a Leon que busque alguna forma de detener el fuego mientras él se ocupa de otra asunto.

## La traición de Barry
Lucía y Leon le hacen caso y activan el sistema aspersor, pero a través de otros monitores descubren asombrados que Barry está haciendo un trato con alguien, en el que supuestamente quiere intercambiar a Lucía por algo. Los dos van a su encuentro, ofreciéndole el beneficio de la duda, pero no estaban equivocados y Barry secuestra a punta de pistola a Lucía y la lleva a un submarino de Umbrella. Leon les sigue con intención de rescatarla, pero se ve frenado por los soldados de la compañía que le hacen retroceder hasta el barco. En ese momento le llaman del cuartel general informando que se está acumulando mucha energía en la sala de máquinas y corre peligro de estallar en pocos minutos. Corre rápidamente hacia ella y descubre que el responsable es el BOW, que está inutilizando el convertidor de combustible para eliminar todo rastro de sus actividades. Leon consigue pararle, pero es demasiado tarde... los daños infligidos son tan graves que ya no hay forma de volver...
En esos instantes, dentro del submarino, Barry descubre sus planes. En realidad había usado a Lucía para apoderarse del submarino y usarlo como vía de escape. Umbrella buscaba a la chica porque esta lleva dentro al auténtico BOW. En diez días maduraría y sería capaz de corroer su cuerpo y salir. Sin embargo, Barry no lo permite y obliga a punta de pistola a que se lo extirpen. Por suerte la operación es un éxito y Lucía queda libre de la criatura, pero esta se escapa y mata al capitán, contaminando el submarino.

## De regreso al Starlight
Como pueden la eluden y dirigen el navío hacia el Starlight para rescatar a Leon.
Cuando lo encuentran, resulta que es el BOW, que ha conseguido llegar antes que ellos al trasatlántico y ha tomado la forma de Leon. Aun así consiguen frenarlo y rescatan al verdadero Leon, volviendo inmediatamente al submarino, ya que el barco está a punto de estallar.
Pero el BOW vuelve a aparecer de improviso y se lleva a Lucía con él hacia el mar. Barry salta de inmediato a rescatarla dejando a Leon solo y, cuando la trae de vuelta se da cuenta de que hay otra Lucía enfrente de ellos. Perplejo apunta su pistola contra ambas y les pide que se identifiquen. Ambas alegan ser la auténtica, pero la verdadera tiene una idea mejor y se hace un corte con el cuchillo, mostrando que su sangre es roja. Entonces la otra Lucía se transforma de repente en el BOW y los ataca con más agresividad que nunca. Por suerte, ahora Barry cuenta con el lanzacohetes, con el cual destruye para siempre al monstruo.

## Epílogo
Todo ha terminado. Los tres contemplan cómo se hunde el Starlight y, mientras Lucía se da cuenta de que ya no tiene esos extraños poderes y Barry le promete que la llevará con él a su casa, Leon comunica al cuartel general que han cumplido la misión y vuelven a casa. De lo que no se da cuenta nadie es de un pequeño hilo de sangre que se desprende del cuello de Leon, algo insignificante y que no tendría mayor importancia si no fuera porque su color es verde( por lo cual se consideraría que el actual león de RE 4 es un B.O.W.. o es el verdadero y hay otro B.O.W con forma de León, Pero no se toma en cuenta que este juego es no canónico, es decir, está fuera de la cronología normal de esta serie de juegos).

## Personajes
- Leon S. Kennedy
- Barry Burton
- Lucía

## Recepción
El juego recibió generalmente críticas mixtas y negativas.